# Mönchehof (Grünow)
Mönchehof ist ein Wohnplatz der Gemeinde Grünow des Amtes Gramzow im Landkreis Uckermark in Brandenburg.

## Geographie
Der Ort liegt drei Kilometer nordöstlich von Grünow und acht Kilometer östlich von Prenzlau. Die Nachbarorte sind Ludwigsburg im Norden, Cremzow und Grenz im Nordosten, Ziemkendorf im Südosten, Drense im Süden, Grünow im Südwesten sowie Heises Hof im Nordwesten.